# Чемпионат мира по современному пятиборью 1963
XII Чемпионат Мира по современному пятиборью среди мужчин 1963 года прошёл в городе Маколин,  Швейцария.
Третий раз Федерации современного пятиборья Швейцарии было поручено проведение столь крупного турнира. В соревновании приняли участие 54 спортсмена из 20 стран.
Особенность этого чемпионата в том, что он завершал предолимпийский год и то, что в регламент проведения чемпионатов были внесены изменения.
1. Конный кросс был наконец заменён требующим более высокого класса конкуром на дистанцию 1500 метров.
2. Первым видом стало фехтование, конкур переместился на переместился с первого на четвёртый день.

В состав венгерского трио кроме уже известных Андраша Бальцо и Ференца Терека входил Иштван Мона. Тогда ещё никто не знал, что стартует лучшая за всю историю венгерского пятиборья команда, не знающая поражений на протяжении пяти лет.
На этом чемпионате началась многолетняя спортивная карьера известного английского
пятиборца Ж.Роберта Фокса. Хотя он лишь один раз стал чемпионом Олимпийских игр 1976 года в командном зачёте, его спортивную биографию заурядной не назовёшь. По количеству стартов на Олимпийских играх и чемпионатах мира, а их было 13, он может сравниться только с советским пятиборцем Игорем Новиковым. Десять раз Фокс побеждал в чемпионатах Великобритании, оставив заметный след в национальном пятиборье.
Американскую команду на чемпионате представляли серебряный призёр в командном зачёте чемпионата 1959 года Роберт Миллер, серебряный призёр в командном зачёте предыдущего чемпионата Поль Кароль Пешти дебютант Джеймс Мур.

## Команда СССР
Сборную СССР представляли капитан команды Игорь Новиков и два дебютанта - Альберт Мокеев, Виктор Минеев (запасной Валерий Пичужкин), тренеры А. Соколов и Е. Талаев.. Прошлогодний победитель мирового первенства Эдуард Сдобников не попал в команду. Так же не был включён в команду победитель Спартакиады народов СССР (чемпион СССР 1963 года) Виктор Захаренко  Армянская ССР. Как оказалось его отец, которого считали пропавшим без вести, в годы войны оказался живым и проживал в Швеции. И по этой причине талантливый пятиборец стал "невыездным" в капиталистические страны.

## Фехтование
Лидеры определились уже в первый день. Фехтование выиграл Терек (950 очков). Вторым был Бальцо (875 очков). Мона одержал на две победы меньше, чем Терек. Победила команда Венгрии — 2650 очков. Советская сборная уступила ей 225 очков, американская—275.

## Стрельба
Два основных претендента на звание лучшего пятиборца планеты Андраш Бальцо и Игорь Новиков стреляли в одной смене и почти рядом. Бальцо показал отличный результат 195 очков, Новиков выбил 191. Венгерские пятиборцы показали следующие результаты: Мона - 188 и Терек 195.
А победил в стрельбе Альберт Мокеев — 196 (1020 очков), Минеев получил 193 (960 очков). С общим результатом 2900 очков победила команда СССР, отыграв у венгров 40 очков, которые продолжали лидировать после двух дней соревнований. Американцы отстали от лидера на 170 очков.

## Плавание
Венгерский пятиборец Мона отличился тем, что вышел на старт намазался маслом, пытаясь улучшить скольжение. Судейская коллегия приняла решение: скольжение может быть и улучшается, но это увеличило нагрузку.
Плавание выиграл с результатом — 3.39,5 (1105 очков) швед Юнефельт, Бальцо-3.46,4; Мона финишировал за 3.46,8. Время Терека 4.00,4.
Советские спортсмены проплыли: Минеев 3.46,6 (3 место в плавании); Мокеев показал 6 результат - 3.52,5; Новиков за 3.49,7. Сборная СССР отыграла у венгерской команды 25 очков (5 секунд в плавании). Но этого оказалось недостаточно, чтобы опередить венгров, которые После плавания сохранили лидерство.
Американец Миллер и швед Янсонн — 6-й результат — по 1040 очков. За ними следовал японец Учино — 1020 очков, швед Стинмал — 1015, представитель ГДР Вернер — 1010, румын Ионеску — 1005, американец Мур и венгр Терек — по 1000 очков. Достаточно высокие результаты продемонстрировали большинство участников соревнований. Лишь три спортсмена показали время более 5 минут, что свидетельствует о несомненном прогрессе в этом виде многоборья. Достаточно вспомнить, что первый олимпийский чемпион пятиборья швед Лиллиехёк показал время 6мин.05,8с, что по нынешней таблице подсчёта очков было бы на 52 единицы меньше нуля.

## Конкур
В конкуре лучших результатов достигла сборная Швеции, набравшая 3280 очков и команда ГДР—3180. Венгры показали 3060, советская тройка—2818, американская—2808 очков. Тем не менее перед легкоатлетическим кроссом никто не сомневался в победе команды пятиборцев Венгрии.
Советская сборная имела шанс закрепиться на втором месте, а американцам предстояло ещё обойти конкурентов — команду ГДР и Швеции, чтобы вновь завоевать столь привычное третье место.

## Бег
Трасса легкоатлетического кросса проходила по холмистой местности и изобиловала многочисленными подъёмами.
В личном первенстве на золотую медаль претендовали Ференц Терек и Андраш Бальцо, которых перед бегом разделяло всего 5 очков. За бронзовую медаль боролись советские пятиборцы Новиков и Мокеев, которые считались признанными лидерами в беге.
Самый слабый из венгерской команды И.Мона показал 14мин 23,8с. В.Минеев хотя и выиграл бег у венгерского пятиборца, но пробежал слабее, чем ожидалось и стало очевидным, что советским спортсменам не удастся победить в своём коронном виде пятиборья — беге. Кроме того И.Новиков проиграл Ф.Тереку почти 20 секунд, а сильнейший в советской команде бегун А. Мокеев уступил А. Бальцо 7 секунд. В этом виде программы команда Советского Союза уступила венгерской сборной 54 очка (18 секунд).
Самым интригующим моментом последнего дня борьбы был поединок Терека и Бальцо. Одному из них предстояло стать чемпионом мира. Но когда финишировал Терек, показав 13.46,6, стало ясно, что первое место ему не выиграть. Бальцо, приближаясь к финишу, был уже чемпионом. 
Андраш Бальцо показал феноменальный результат — 13.16,0, выиграв у Терека 30 секунд.
Это была долгожданная победа Бальцо.

## Итоги
В итоговом протоколе XII чемпионата мира зафиксированы следующие результаты:
Личное первенство.
1. А. Бальцо
2. Ф. Терек
3. И. Новиков
4. А. Мокеев
5. И. Мона
6. В. Минеев

Командное первенство.
1. Венгрия
2. СССР
3. США
4. ГДР
5. Швеция
6. Австрия

Пятидневная борьба показала, что советская команда, лидировавшая с 1956 года на всех чемпионатах мира (за исключением Римской олимпиады), на этот раз проиграла венгерским спортсменам, несмотря на тот факт, что все наши спортсмены вошли в шестёрку сильнейших пятиборцев мира. Причина поражения - слабое выступление в фехтовании и конкуре, именно в этих видах мы проиграли много очков венгерской команде.
Позднее подводя итоги чемпионата мира 1963 года лидер нашей команды Игорь Новиков признал своё выступление неудачным, даже провальным. Было очевидно, что ему не удалось набрать необходимую спортивную форму и он не смог составить конкуренцию Бальцо и Тереку.  Так же хуже, чем обычно, он выступил в фехтовании- своём "коронном" виде. Кроме, того во время прохождения легкоатлетического кросса он получил травму голеностопа и не смог показать свой лучший результат.

## Результаты

### Мужчины
| Дисциплина           | Золото                                               | Серебро                                               | Бронза                                       |
| Индивидуальный зачёт | Венгрия · Андраш Бальцо                              | Венгрия · Ференц Тёрёк                                | СССР · Игорь Новиков                         |
| Командный зачёт      | Венгрия · Андраш Бальцо · Ференц Тёрёк · Иштван Мона | СССР · Игорь Новиков · Виктор Минеев · Альберт Мокеев | США · Джеймс Мур · Robert Miller · Пол Пести |

## Распределение наград
| Место  | Страна  | Золото | Серебро | Бронза | Всего |
| ------ | ------- | ------ | ------- | ------ | ----- |
| 1      | Венгрия | 2      | 1       | 0      | 3     |
| 2      | СССР    | 0      | 1       | 1      | 2     |
| 3      | США     | 0      | 0       | 1      | 1     |
| Totale | Totale  | 2      | 2       | 2      | 6     |